# Habsburg Eleonóra francia királyné
Habsburg Eleonóra vagy Ausztriai Eleonóra (spanyolul: Leonor de Austria, franciául: Éléonore d'Autriche; Leuven, 1498. november 15. – Talavera de la Reina, 1558. február 18.), osztrák főhercegnő, német-római császári hercegnő, házasságai révén 1518-tól 1521-ig portugál, majd 1530–1547-ig francia királyné.

## Élete

### Származása
Édesapja I. Fülöp kasztíliai király volt, I. Miksa német-római császár és Burgundi Mária fia. Édesanyja II. Johanna kasztíliai királynő volt, II. Ferdinánd aragóniai királynak és I. Izabella kasztíliai királynőnek, a spanyol egység megteremtőinek leánya.
Szüleinek házasságából 6 gyermek született, Eleonóra volt a legidősebb:
- Eleonóra (1498–1558), portugál majd francia királyné
- Károly (1500–1558), később V. Károly néven német-római császár, spanyol király
- Izabella (1501–1526) dán, norvég, svéd királyné, II. Keresztély dán király felesége
- Ferdinánd (1503–1564), később I. Ferdinánd néven osztrák uralkodó főherceg, német-római császár, magyar és cseh király
- Mária (1505–1558), magyar és cseh királyné, II. Lajos király felesége
- Katalin (1507–1578), portugál királyné, III. János portugál király felesége

Édesapját korán elveszítette.

### Házasságai, gyermekei
1518-ban feleségül ment az Avis-házból származó I. (Szerencsés) Mánuel portugál királyhoz, akinek harmadik felesége lett. Két gyermekük született:
- Károly (1520. február 18. – 1521. április 14.) kisgyermekként meghalt.
- Mária (1521. június 18. – 1577. október 10.), Viseu hercegnője. (Egyes korabeli feltételezések szerint nem I. Mánuel volt az édesapja, hanem annak fia, a későbbi III. János.)

Miután megözvegyült, 1530. augusztus 7-én férjhez ment a Valois-házból való I. Ferenc francia királyhoz. Ez a házassága gyermektelen maradt. Férjének halála (1547) után visszatért Spanyolországba. 1558-ban hunyt el, abban az évben, amikor idősebbik öccse, V. Károly császár és középső húga, Mária, az 1526-ban megözvegyült magyar királyné. Holttestét unokaöccse, II. Fülöp spanyol király később az Escorial kolostorbaba vitette.

## Származása
| Ausztriai Eleonóra (Leuven, 1498. november 15.– Talavera, 1558. február 18.) portugál, majd francia királyné | Apja: Szép Fülöp (Brugge, 1478. július 22.– Burgos, 1506. szeptember 25.) burgundiai uralkodó herceg | Apai nagyapja: I. Miksa (Bécsújhely, 1459. március 22.– Wels, 1519. január 12.) német-római császár                  | Apai nagyapai dédapja: III. Frigyes német-római császár (1415. szeptember 21.–1493. augusztus 19.)    |
| Ausztriai Eleonóra (Leuven, 1498. november 15.– Talavera, 1558. február 18.) portugál, majd francia királyné | Apja: Szép Fülöp (Brugge, 1478. július 22.– Burgos, 1506. szeptember 25.) burgundiai uralkodó herceg | Apai nagyapja: I. Miksa (Bécsújhely, 1459. március 22.– Wels, 1519. január 12.) német-római császár                  | Apai nagyapai dédanyja: Portugáliai Eleonóra (1434. szeptember 18.–1467. szeptember 3.)               |
| Ausztriai Eleonóra (Leuven, 1498. november 15.– Talavera, 1558. február 18.) portugál, majd francia királyné | Apja: Szép Fülöp (Brugge, 1478. július 22.– Burgos, 1506. szeptember 25.) burgundiai uralkodó herceg | Apai nagyanyja: Burgundi Mária (Brüsszel, 1457. február 13.– Brugge, 1482. március 27.) burgundiai uralkodó hercegnő | Apai nagyanyai dédapja: Merész Károly burgundiai uralkodó herceg (1433. november 11.–1477. január 5.) |
| Ausztriai Eleonóra (Leuven, 1498. november 15.– Talavera, 1558. február 18.) portugál, majd francia királyné | Apja: Szép Fülöp (Brugge, 1478. július 22.– Burgos, 1506. szeptember 25.) burgundiai uralkodó herceg | Apai nagyanyja: Burgundi Mária (Brüsszel, 1457. február 13.– Brugge, 1482. március 27.) burgundiai uralkodó hercegnő | Apai nagyanyai dédanyja: Bourbon Izabella (1436 körül –1465. szeptember 25.)                          |
| Ausztriai Eleonóra (Leuven, 1498. november 15.– Talavera, 1558. február 18.) portugál, majd francia királyné | Anyja: Őrült Johanna (Toledo, 1479. november 6.– Tordesillas, 1555. április 12.) kasztíliai királynő | Anyai nagyapja: Katolikus Ferdinánd (Sos, 1452. március 10.– Madrigalejo, 1516. január 25.) aragóniai király         | Anyai nagyapai dédapja: Nagy János aragóniai és navarrai király (1398. június 29.–1479. január 19.)   |
| Ausztriai Eleonóra (Leuven, 1498. november 15.– Talavera, 1558. február 18.) portugál, majd francia királyné | Anyja: Őrült Johanna (Toledo, 1479. november 6.– Tordesillas, 1555. április 12.) kasztíliai királynő | Anyai nagyapja: Katolikus Ferdinánd (Sos, 1452. március 10.– Madrigalejo, 1516. január 25.) aragóniai király         | Anyai nagyapai dédanyja: Juana Enríquez (1425 körül –1468. február 13.)                               |
| Ausztriai Eleonóra (Leuven, 1498. november 15.– Talavera, 1558. február 18.) portugál, majd francia királyné | Anyja: Őrült Johanna (Toledo, 1479. november 6.– Tordesillas, 1555. április 12.) kasztíliai királynő | Anyai nagyanyja: Katolikus Izabella (Madrigal, 1451. április 22.– Medina, 1504. november 26.) kasztíliai királynő    | Anyai nagyanyai dédapja: II. János kasztíliai király (1405. március 6.–1454. július 22.)              |
| Ausztriai Eleonóra (Leuven, 1498. november 15.– Talavera, 1558. február 18.) portugál, majd francia királyné | Anyja: Őrült Johanna (Toledo, 1479. november 6.– Tordesillas, 1555. április 12.) kasztíliai királynő | Anyai nagyanyja: Katolikus Izabella (Madrigal, 1451. április 22.– Medina, 1504. november 26.) kasztíliai királynő    | Anyai nagyanyai dédanyja: Portugáliai Izabella (1428 körül –1496. augusztus 15.)                      |

## Külső hivatkozások
| Előző Aragóniai Mária    | Portugália királynéja 1518 – 1521 | Következő Habsburg Katalin |
| Előző Bretagne-i Klaudia | Francia királyné 1530 – 1547      | Következő Medici Katalin   |